# Jerry Kwarteng

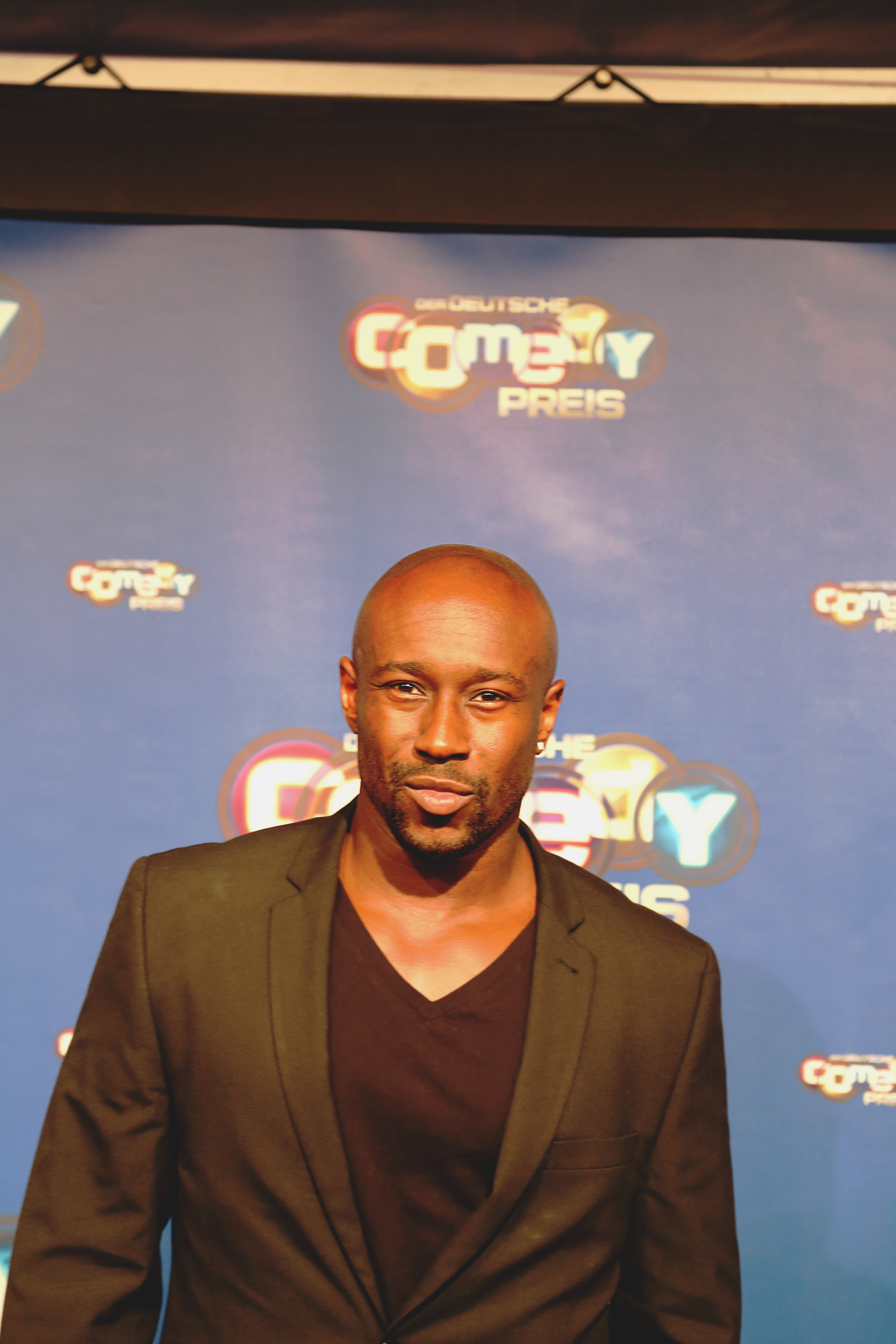
Jerry Kwarteng (2017)

Jerry Kwarteng (* 1976 in Hamburg) ist ein deutscher Schauspieler.

## Leben
Jerry Kwarteng übernahm mit 17 Jahren erste Film- und Fernsehrollen. Er studierte dann aber zunächst Jura bis zum ersten  Staatsexamen. Mit 27 Jahren zog er nach Barcelona, wo er die Leitung einer Event- und Marketingagentur übernahm. 2009 kehrte er nach Deutschland zurück und lebt seitdem in Berlin. Ab 2011 erlernte er in verschiedenen Workshops sein schauspielerisches Handwerk, unter anderem nach der Meisner-Technik.
Seit 2013 ist Jerry Kwarteng in verschiedenen nationalen und internationalen Film- und Fernsehproduktionen zu sehen. Darüber hinaus ist er Mitbegründer des Mediennetzwerks „Schwarze filmschaffende Community“ und bietet als Schauspielcoach bundesweit Workshops an. 2017 war er Mitglied der Nominierungs-Jury zum Deutschen Schauspielpreis. Kwarteng ist auch als Synchronsprecher aktiv.
Neben seiner Muttersprache Deutsch spricht Kwarteng auch fließend Englisch und Spanisch. Er ist sportlich vielseitig interessiert und besitzt mehrere Fahrerlaubnisse, darunter die der Klassen CE und C1E.
Ab November 2020 (Folge 3220) war Kwarteng als Dr. Hendrik Althaus in der ARD-Telenovela Rote Rosen zu sehen. Im November 2024 (Folge 4069) stirbt die Rolle überraschend an den Folgen eines Unfalls im Krankenhaus.

## Filmografie (Auswahl)
- 2013: Polizeiruf 110 – Der verlorene Sohn
- 2014: Die Wolken von Sils Maria
- 2014: Dahoam is dahoam (Fernsehserie, 2 Folgen als Ndoda Tsabedze)
- 2015: Deutschland 83 (Fernsehserie, 2 Folgen)
- 2015: ABCs of Superheroes
- 2015: Rote Rosen (Fernsehserie, 5 Folgen als Baakir Hatega)
- 2016: La corrispondenza
- 2016: Letzte Spur Berlin – Wespennest
- 2016: Tatort – Narben
- 2016–2019: Tierärztin Dr. Mertens (Fernsehserie, 3 Folgen)
- 2017: Alarm für Cobra 11 – Die Autobahnpolizei – Das B-Team
- 2017: Bad Cop – kriminell gut – Paradiesvögel
- 2018: Bettys Diagnose – Alles Fake!
- 2019: Professor T. – Mörder
- 2019: Get Lucky – Sex verändert alles
- 2019: Rampensau – Das Angebot
- 2019: Nachtschicht – Cash & Carry (Krimireihe)
- 2019–2021: Die Läusemutter
- 2020–2022: WaPo Berlin (Fernsehserie, 3 Folgen als "Makoye Schneider")
- 2020: Betonrausch
- 2020: Unter anderen Umständen: Über den Tod hinaus
- 2020–2024 Rote Rosen (Fernsehserie, 849 Folgen als Dr. Hendrik Althaus, Hauptrolle)
- 2020: Martha und Tommy
- 2021: Borga
- 2021: Väter allein zu Haus: Andreas (Fernseh-Minireihe, Film 4)
- 2021: Zero chill (Netflix-Serie, 5 Folgen)
- 2022: Blind ermittelt – Tod im Prater (Fernsehreihe)
- 2022: In aller Freundschaft – Die jungen Ärzte – Durchatmen
- 2022: Die Rosenheim-Cops – Eine Absage für alle
- 2023: Tatort: Aus dem Dunkel
- 2024: Ich will mein Glück zurück

## Hörspiele
- 2018: Max Annas: Illegal, Regie: Uwe Schareck (DRadio)